# バプーオン
バプーオン（Baphuon, クメール語:  ប្រាសាទបាពួន）は、カンボジアのアンコール遺跡にある寺院の1つであり、アンコール・トムにあるバイヨンの北西に位置する。11世紀中頃の1060年頃、ヒンドゥー教の神シヴァに捧げられ、ウダヤーディチャヴァルマン2世（在位1050-1066年）の国家的寺院として築かれた。3層からなる山岳型（ピラミッド型）寺院で、バプーオン様式の原型である。

## 構成

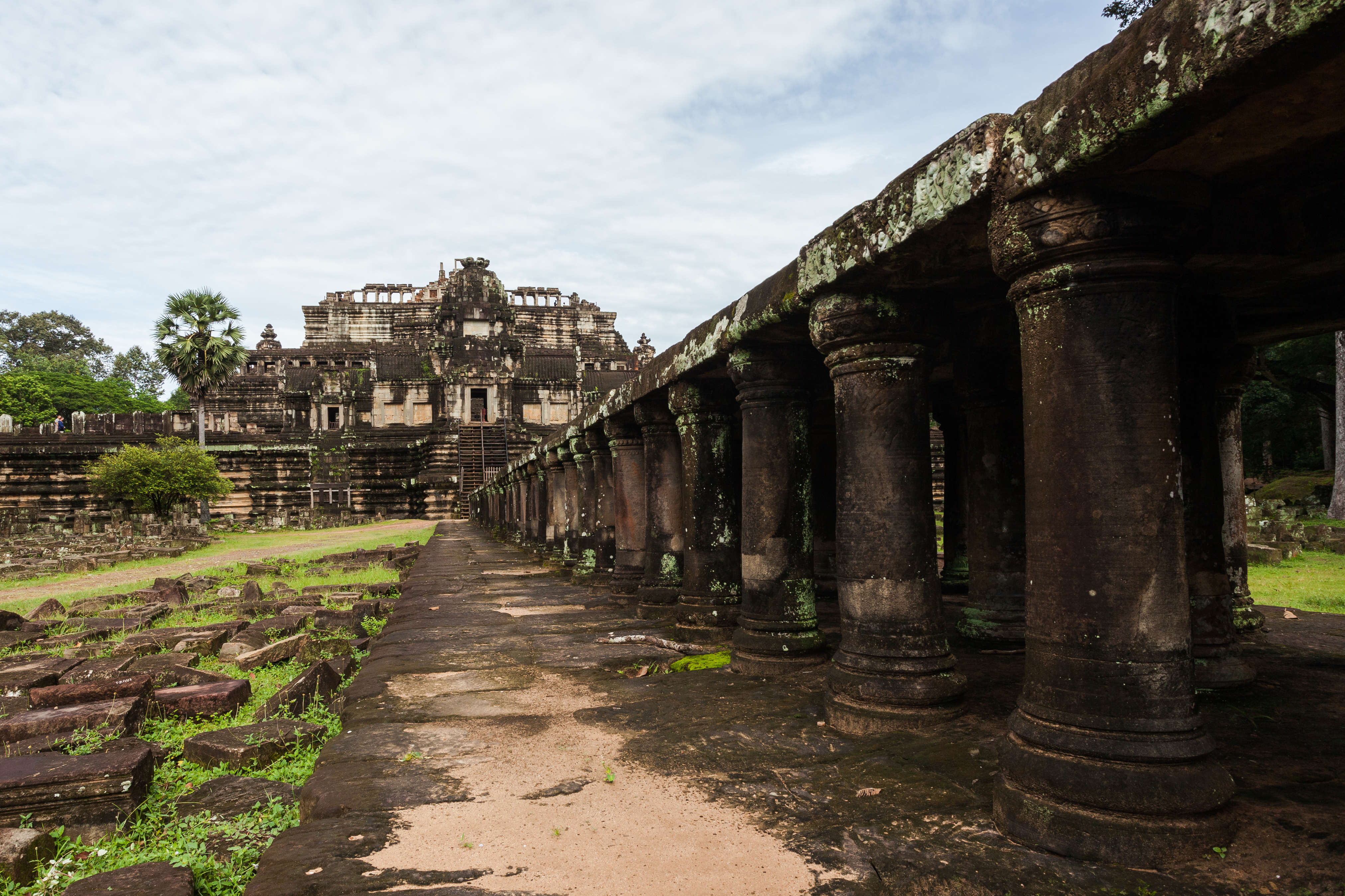
修復された円柱の橋脚と参道

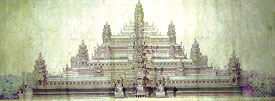
11世紀の寺院をペンと水彩で描いた復元図（描画: Lucien Fournereau, 1889年）

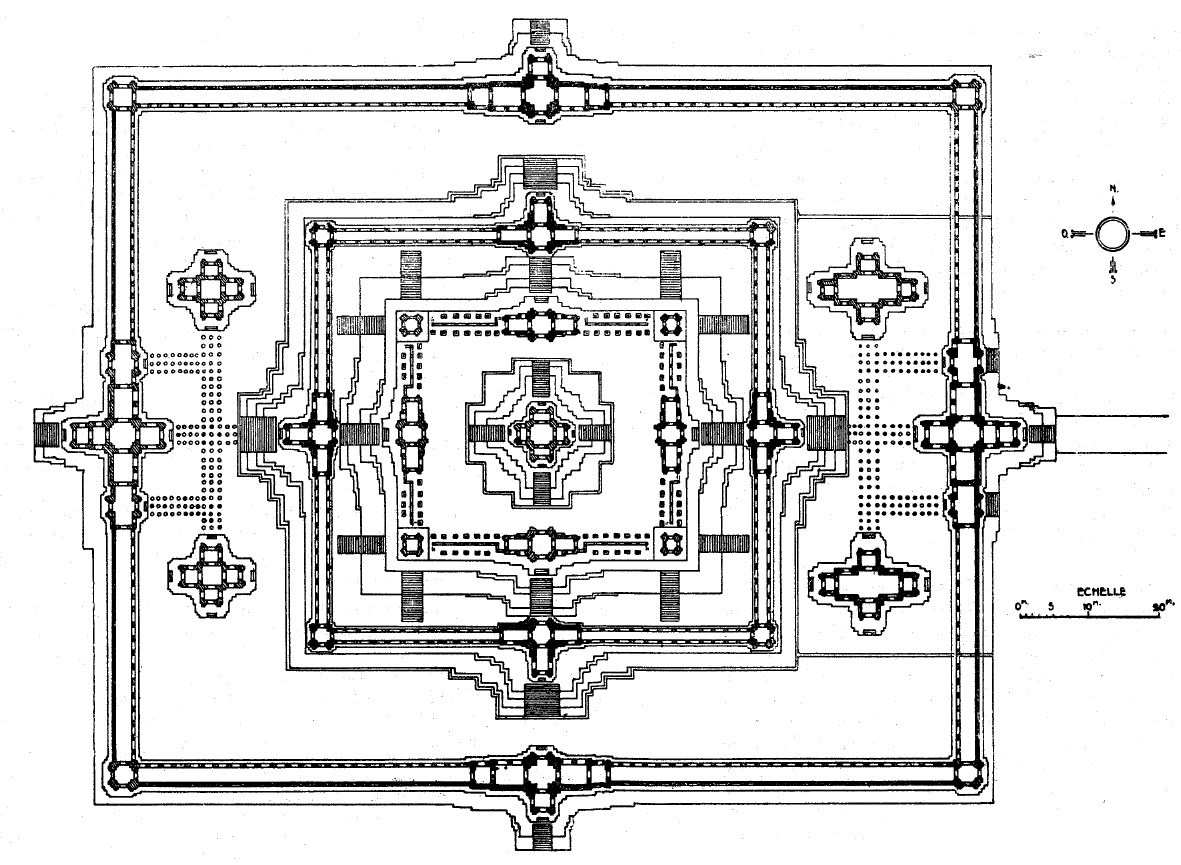
バプーオン寺院平面図

寺院は、王宮の周壁の南側に隣接し、東西425メートル、南北125メートルにおよぶ砂岩の周壁に囲まれている。王宮前広場の南端にあるその東塔門から長さ200メートル、橋脚の高さ約1メートルの参道が内側の塔門に向かって延びる。途中に十字形のテラスがあるこの参道は、3列に並ぶ円柱の橋脚とともにほとんど崩壊していたが、フランス極東学院 (EFEO) によって修復された。
須弥山（メル山）を象徴する山岳型寺院であり、その基盤は東西120メートル、南北100メートルにおよぶ。3層の基壇の上は回廊で囲まれ、中央祠堂が1基ある。高さは34メートルであるが、およそ50メートルの高さに至る塔があったとされる。その特徴のある外観は、13世紀末、元の皇帝・成宗の使節であった周達觀が1296年から1297年にかけて訪問した際の『真臘風土記』に記され、「銅塔一座（バプーオン）があり、金塔（バイヨン、高さ45メートル）に比べて更に高い」とある。また、この「銅塔」から、もとは銅葺きであったとも考えられる。
15世紀後期、バプーオンは仏教寺院に改められ、長さ70メートル、高さ9メートルの涅槃仏像が西側の第2層に建造されたが、おそらくそれには以前8メートル以上におよんだ塔を取り壊す必要があったことが、現在その塔がない理由とされる。バプーオン寺院は砂に覆われた敷地に建造され、またその巨大な規模によって、その立地は寺院の歴史を通して不安定であった。大部分はおそらく寝釈迦像が付け加えられた頃にはすでに崩壊していた。

## 修復
20世紀には、寺院の大部分がほとんど崩壊しており、また、1920年代の修復の取り組みはその後問題をみせた。1960年にフランスの考古学者ベルナール＝フィリップ・グロリエのもとで始まった取り組みは、クメール・ルージュが勢力を得ることにより1972年に中断され、石材の位置についての記録は失われた。1994年2月、再びフランス極東学院 (EFEO) の考古学者チームにより開始された。修復の継続中は訪問者の入場を制限していたが、 2010年11月になって、部分的な訪問者の入場が、中央の建造物を除いて再び許可された。
2011年4月、1960年より51年を経て、考古学者らは寺院の修復を終えた。カンボジアの国王ノロドム・シハモニとフランスの首相であったフランソワ・フィヨンはともに、2011年7月3日の公開式典において復元された寺院を最初に見学した。一般公開も開始されたが、観光客が転落したことより、安全面に関する検証のため一時閉鎖され、その後同年11月14日に一般訪問者の入場が再開されるようになった。